# NGC 4648
NGC 4648 (również PGC 42595 lub UGC 7868) – galaktyka eliptyczna (E3), znajdująca się w gwiazdozbiorze Smoka. Odkrył ją William Herschel 22 listopada 1797 roku.